# Дуб каменный
Дуб ка́менный (лат. Quércus ílex) — вечнозелёное дерево, вид рода Дуб (Quercus) семейства Буковые (Fagaceae). В естественных условиях произрастает в Средиземноморье. Этот вид входит в секцию белых дубов.
Видовой эпитет лат. ilex является названием этого дерева в классической латыни. Падуб остролистный (Ilex aquifolium) и вслед за ним и другие виды падуба получили это название в качестве родового благодаря сходству листовой пластинки.

## Ботаническое описание
Это вечнозелёное средней высоты дерево с гладкой, тёмно-серой корой; достигает высоты в 20—25(27) метров, формируя яйцевидную или шатровидную крону.
Почки мелкие, овальные, с густо опушёнными чешуями. Побеги войлочные от густого сероватого опушения.
Черешки густо опушённые, 0,5—1,5 см длиной. Листья различные по форме, эллиптические, овальные, узкоовальные или широколанцетные, плотные, кожистые, сверху блестяще-зелёные, совсем или почти голые, снизу сероватые и покрыты густым пушком, иногда на вполне развитых листьях частично или полностью сходящим, в основании округлённые, цельнокрайные или с немногими острыми зубцами, что делает их колючими, 2,5—7,5 см длиной, 1—3(4) см шириной, на нижних ветвях молодых деревьев они могут вырастать до 10 см длиной. Старые листья опадают через год—два после появления новых.
Пестичные цветки и жёлуди по 1—3 на коротких плодоносах или почти сидячие.
Жёлуди 2—3,5 см длиной; плюска до ⅓—½ длины окружает жёлудь, чешуи её узколанцетные, почти плоские, покрыты густым, коротким опушением. Цветёт весной, жёлуди вызревают через 6 месяцев.
|                                                                           |  |  |  |  |
| Слева направо: кора, листья, тычиночные серёжки, пестичные цветки, жёлуди |  |  |  |  |

## Распространение и экология
- Южная Европа: Албания, Босния и Герцеговина, Хорватия, Греция, включая Крит, Италия, включая Сицилию и Сардинию, Мальта, Черногория, Словения, Франция (включая Корсику), Испания (северное и северо-восточное побережья, а также Балеарские острова).
- Западная Азия: Турция;
- Португалия, и большая часть Испании — Q. ilex rotundifolia или отдельный вид дуб круголистный
- Северная Африка: Алжир, Ливия, Марокко, Тунис —  Q. ilex rotundifolia

Характерное для средиземноморского побережья дерево, растёт до высоты 1000—1200 м над уровнем моря, образуя леса или встречаясь в составе маквиса.
Введён в культуру в XVI столетии. Часто разводится в Южной Европе и по Атлантическому побережью до южной Англии.
На территории России введён в культуру в 1819 году. В Никитском ботаническом саду есть старые особи этого вида высотой около 20 метров и большое число более молодых разновозрастных. Широко распространён в парках Южного Крыма, где является одним из наиболее используемых вечнозелёных экзотов, создавших средиземноморский культурный ландшафт. Реже встречается на Черноморском побережье Кавказа от Сочи к югу. Хорошо растёт в Баку, где, а также на Апшероне, плодоносит. Молодые особи есть в Махтумкули. Хорошо переносит кратковременные заморозки в Южном Крыму, но подмерзает на севере Крыма. В Крыму и на ЧПК обильно и регулярно плодоносит. Несколько деревьев были высажены в Краснодаре в парке «Краснодар». 
Дуб каменный — один из трёх видов дубов, в симбиозе с которыми растёт трюфель.

## Значение и применение

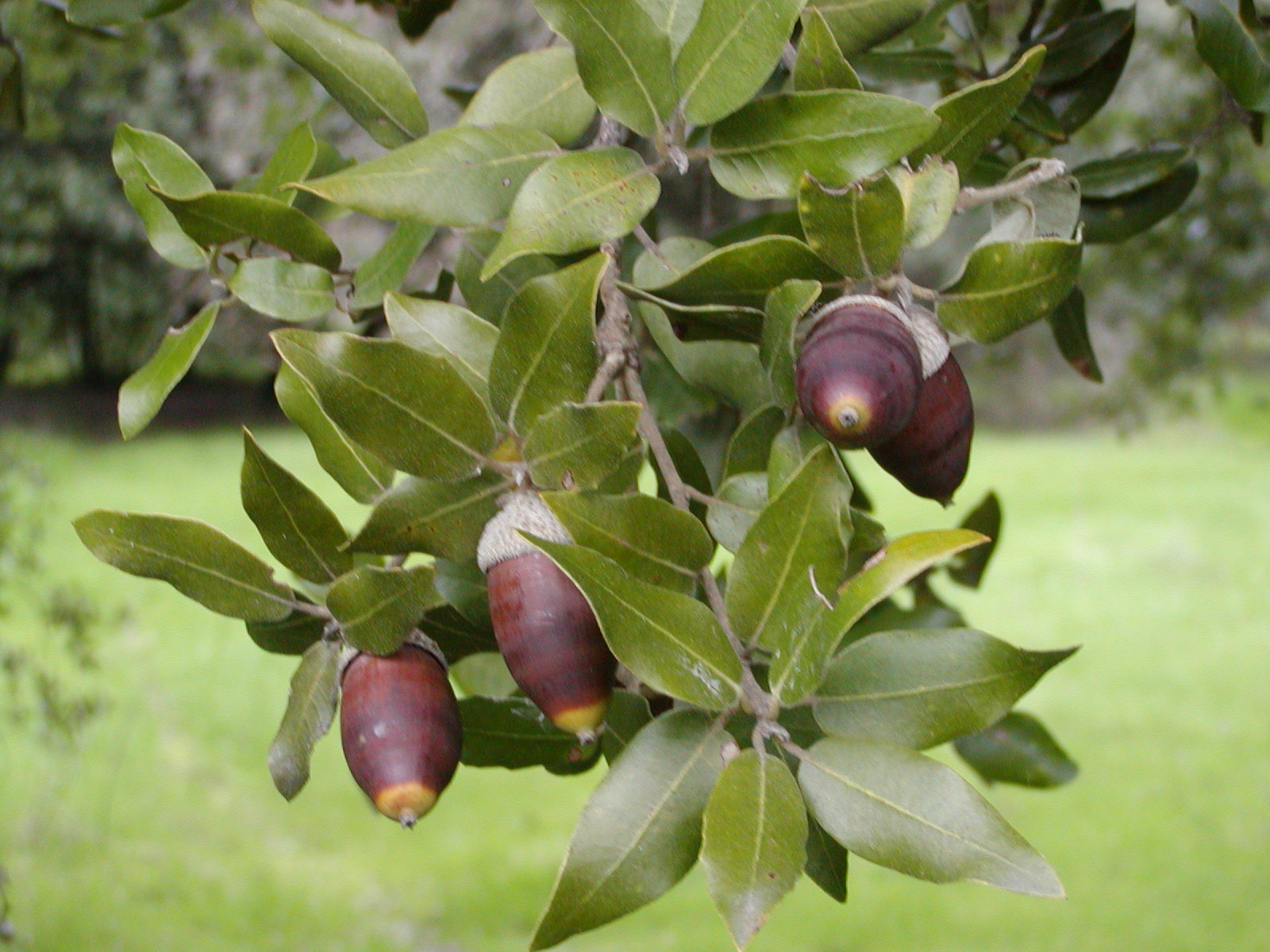
Жёлуди

В коре содержится 7,25 % дубильных веществ.
Древесина твёрдая, плотная и тяжёлая (удельный вес 1,04). Используется с древности для производства множества предметов: столбов, инструментов, тележек, посуды и винных бочек, для подводных сооружений. Особенно ценится древесина корней для столярных изделий.
Широко использовался при производстве древесного угля.
Жёлуди съедобны (из них делают муку). Самые лучшие и сладчайшие жёлуди получают от этого вида дуба. Некоторые из его разновидностей, выращиваемых в Испании и Португалии, дают урожай желудей, сравнимых с каштанами и употребляемых в пищу подобно им. По длине эти жёлуди превосходят большинство других и являются цилиндрическими по форме. Кроме того, ими кормятся домашние свиньи. Сваренные в воде, жёлуди могут также использоваться в качестве дезинфицирующего средства.
Деревья можно подстригать, формируя живые изгороди, а также использовать в защитных лесополосах, где слишком сухие почвы для других деревьев. В континентальной Европе этот дуб в культуре не растёт, так как не выносит суровых зим. Введён в культуру в Южной Европе и по Атлантическому побережью Европы вплоть до Южной Англии с XVI века. На территории России культивируется с 1819 года. В Никитском ботаническом саду есть старые экземпляры этого вида дуба высотой до 16—18 м. Встречается в парках Южного Крыма и Черноморского побережья от Сочи и южнее. В Сухуми есть экземпляры, достигшие в возрасте 40—45 лет 22—25 м высотой при диаметре ствола 60 см. Засухоустойчив, наиболее морозоустойчив из всех вечнозелёных дубов, к достоинствам относятся декоративность и быстрый рост.

## Болезни и вредители

### Патогенные грибы
На дубе каменном паразитирует сумчатый гриб Taphrina kruchii, вызывающий появление «ведьминых мётел»..